# From Rail Splitter to President
From Rail Splitter to President è un cortometraggio muto del 1913 diretto da Francis Ford. Prodotto dalla Universal Gold Seal e sceneggiato da Grace Cunard, ripercorre a grandi tappe la storia di Abraham Lincoln, interpretato dallo stesso regista. Gli altri interpreti erano Grace Cunard, Edgar Keller e Fred Montague.

## Trama
Da giovane, Abraham Lincoln non solo spaccava la legna, ma pacificava gli animi. Quando incontra Ann Rutledge, le dichiara il suo amore chiedendola in moglie. Ma lei lo respinge. La morte di Ann provoca il primo grande dolore in Lincoln. Intrapresa la carriera politica, arriva fino alla presidenza. Scoppia la guerra. A capo dell'esercito federale viene messo il generale Grant e i confederati sono respinti. Nel corso del sanguinoso conflitto che divide il paese, infuriano le battaglie. Fino alla resa del generale Lee. L'esercito federale è decimato e Lincoln si reca sui campi di battaglia pieni di morti. Dopo l'uccisione del presidente, la stampa riporta la notizia della sua morte e il paese viene gettato nel lutto.

## Produzione
Il film fu prodotto dall'Universal Gold Seal (Universal Film Manufacturing Company).

## Distribuzione
Distribuito dalla Universal Film Manufacturing Company, il film - un cortometraggio in due bobine - uscì nelle sale statunitensi il 16 dicembre 1913.